# Delano Hill
Delano Hill (Rotterdam, 29 april 1975) is Nederlands voormalig profvoetballer en huidig voetbaltrainer.
De verdediger begon te voetballen bij amateurclub SC Neptunus. Hij werd opgemerkt door PSV en kwam in de jeugdopleiding terecht. Tot een doorbraak kwam het echter nooit, en in 1995 vertrok hij naar FC Den Bosch. Na één seizoen maakte hij al de overgang van de Eerste Divisie naar eredivisionist RKC Waalwijk. Na twee seizoenen en 55 wedstrijden kwam hij voor ƒ1.000.000,- naar Willem II. Hier zou hij drie jaar lang een vaste waarde zijn in het toenmalige succeselftal van Co Adriaanse. In 2001 koos hij voor een buitenlands avontuur en vertrok naar het Duitse Hansa Rostock. Na vier seizoen verhuisde hij naar de Oostenrijkse topclub Austria Wien. In Wenen zat hij echter meer op de bank dan dat hij op het veld stond, en in januari 2007 keerde hij terug naar Willem II. De Rotterdammer heeft een contract tot het einde van het seizoen 2007/08, met een optie voor nog een jaar.
Seizoen 2008-2009 vertrekt Delano Hill transfervrij van Willem II naar Qatar. Daar zal hij één seizoen voetballen voor Al-Wakrah SC. Een jaar later tekende Hill bij amateurclub Haaglandia uit Rijswijk maar stopte in december 2009 vanwege knieproblemen.
Sinds maart 2010 is hij assistent-trainer bij FC Dordrecht. Hij maakte het seizoen 2009/10 af in die functie alhoewel hij nog niet de vereiste trainersdiploma's daarvoor had. In het seizoen 2010/11 was hij assistent-coach van Hoofdklasser vv Papendrecht waarvoor hij in 2011 ook nog zelf in actie kwam. Hij is nu eigenaar van een sportschool in Rotterdam.

## Erelijst
Austria Wien
- Oostenrijks landskampioen

2006
- ÖFB Pokal

2006